# Fabronia bizotii
Fabronia bizotii là một loài Rêu trong họ Fabroniaceae. Loài này được Pócs mô tả khoa học đầu tiên năm 1982.